# Akira Kodama
Akira Kodama (小玉晃?, Kodama Akira; 20 marzo 1944) è un ex cestista giapponese.

## Carriera
Con il Giappone ha disputato i Giochi di Tokyo 1964 e il Mondiale del 1967.